# Barge (Menden)
Barge gehört seit der kommunalen Neugliederung, die am 1. Januar 1975 in Kraft trat, zum Gebiet der nordrhein-westfälischen Stadt Menden (Sauerland), Märkischer Kreis. Zuvor gehörte Barge zum Gebiet der Gemeinde Oesbern, Amt Menden, Kreis Iserlohn.
Die Ortschaft liegt im Nordosten des Stadtgebietes, südlich der Bundesstraße 7.
Am 1. Juli 2017 hatte der „Ortsteil Brockh. Barge Werr.“ 418 Einwohner.